# Menhire im Thümmlitzwald

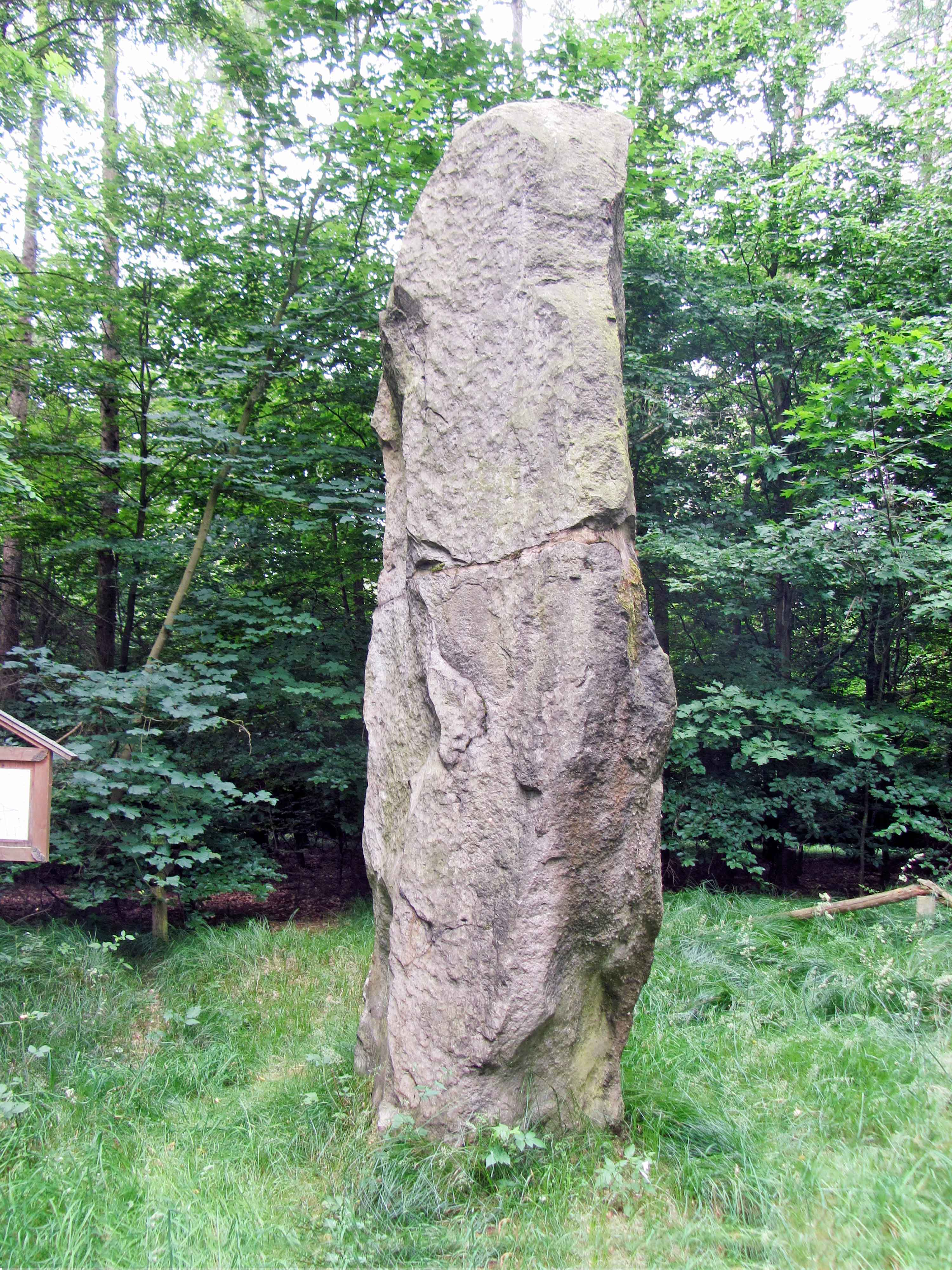
Menhir II im Thümmlitzwald

Die Menhire im Thümmlitzwald sind zwei vorgeschichtliche Menhire im Thümmlitzwald bei Grimma im Landkreis Leipzig. Menhir II ist mit 5 m der höchste Menhir Sachsens und einer der höchsten in Deutschland.

## Lage
Die beiden Menhire befinden sich im Thümmlitzwald südöstlich von Grimma. Menhir I wurde zu DDR-Zeiten unter der Bezeichnung „Ernst-Thälmann-Stein“ vor eine Schule umgesetzt, nach der deutschen Wiedervereinigung aber an seinen ursprünglichen Standort zurückgebracht. Er steht dort nahe einem Bach in einer Senke. Nicht weit steht der sogenannte „Lochstein“, ein mittelalterlicher Grenzstein. Menhir II befindet sich nahe der höchsten Erhebung des Thümmlitzwalds. Direkt neben ihm liegt eine natürliche Felsplatte mit dem Namen „Teufelsstein“.

## Beschreibung

### Menhir I
Der Menhir besteht aus Braunkohlenquarzit. Er ist unregelmäßig geformt, plattenartig und besitzt eine sattelförmige Spitze. Er hat eine Höhe von 110 cm, eine Breite von 100 cm und eine Tiefe von 40 cm. Auf einer der Schmalseiten weist er ein eingemeißeltes P oder F auf.

### Menhir II
Der Menhir besteht aus Braunkohlenquarzit. Er ist unregelmäßig geformt und besitzt eine stumpfe Spitze, die an der Nordecke spitz zuläuft, wodurch sie das Aussehen eines Vogelschnabels erhält. Der Stein hat eine Höhe von 500 cm, eine Breite von 130 cm und eine Tiefe von 100 cm. Bei der Aufnahme durch Waldtraut Schrickel in den 1950er Jahren war der Menhir umgekippt und in zwei Teile zerbrochen. 1981 wurde er wieder aufgerichtet und die beiden Bruchstücke mittels Beton wieder verbunden.